# Autopilot Off
Autopilot Off est un groupe de punk rock américain, originaire du comté d'Orange, dans l'État de New York. Formé en 1996, il est composé de Chris Hughes (guitare), Chris Johnson (guitare/voix), Phil Robinson (batterie) et Rob Kucharek (basse).

## Biographie

### Débuts (1996–2005)
Autopilot Off est initialement formé en 1996 sous le nom de Cooter, comme groupe de punk-emo. Ils gagnent lentement leur popularité en faisant des concerts tout au long des années 1990 tandis qu'ils partagent la scène avec des groupes plus populaires tels que MxPx, Goldfinger, Sum 41, Yellowcard et H2O. Ils enregistrent finalement leur premier album Looking Up. 
En 2000, le groupe est impliqué dans un procès avec le groupe de punk rock The Cooters, qui possède la marque Cooter. Le groupe new-yorkais régla à l'amiable en 2002, et changé leur nom pour Autopilot Off. Cependant, le label d'Autopilot Off, Fastmusic, continue le procès jusqu'à la cour fédérale et perdu contre le groupe The Cooters. Autopilot Off signe alors avec leur label, Island Records, peu de temps après. Après cela, ils sortirent leur premier EP éponyme durant le printemps 2002. En 2004, sous leur nouveau nom Autopilot Off, sortent leur premier album, Make a Sound, qui atteint la 119e des classements américains. Il inclut le single What I Want, qui est coécrit Tim Armstrong de Rancid.

### Pause (2005–2010)
Le 26 août 2005, le groupe décide de faire une pause indéfinie et publie le message suivant sur leur site officiel : « Nous avons décidé de faire une pause indéfinie. Il y a à peu près 10 ans, le groupe a commencé, et ça a été à plein régime pendant la plupart du temps. Nous avons tous décidés de nous accorder un peu de temps en dehors de la musique. Nous sommes tous encore meilleurs amis. En plus de ça nous avons décidé de quitter notre maison de disques, Island Records. Nous nous excusons de vous laisser pour si longtemps. Merci beaucoup pour le soutien et les amitiés que vous nous avez tous donnés à travers les années. Nous n'aurions jamais pu faire cela sans vous. » Chris Hughes deviendra chef d'entreprise (comptable) dans l'industrie musicale. Le bassiste Rob Kucharek ouvre American Icon Screen Printing, qui est une compagnie d'imprimerie d'écran de vêtements qui sert un grand nombre de groupes et la majorité de l'industrie de BMX de la côte Est.

### Retour (depuis 2011)
En mai 2011, une page Facebook, intitulée Autopilot Off (officiel), est créée, avec une image comportant le nom du groupe et les mots TwoThousandEleven téléchargée peu après. Ceci conduit à des spéculations sur une éventuelle réunion, près de six ans après avoir annoncé leur pause indéfinie. Le 20 juin 2011, un message est publié sur la page Facebook du groupe confirmant qu'ils travaillaient sur de nouvelles chansons. « Notre idée est d'enregistrer nos chansons puis de les mettre en téléchargement libre dès qu'elles sont terminées. De cette façon, nous pouvons partager de nouvelles musiques avec vous de façon plus opportune. Lorsque nous aurons enregistré suffisamment de chansons, nous allons compiler tout ou partie de celles-ci dans un nouvel album. » Entre 2012 et 2015, le groupe publie trois nouvelles chansons.

## Discographie

### Albums studio
- 2000 : Looking Up
- 2004 : Make a Sound

### EP
- 1997 : All Bets Off
- 2000 : Slick Shoes
- 2002 : Autopilot Off
- 2003 : Regenerator (contient quatre reprises de leurs groupes favoris)

### Apparitions

#### Jeux vidéo
- Make a Sound, sur Burnout 3: Takedown[7]
- Clockwork, sur SSX3 et NHL 2004[8]
- Chromatic Fades, NASCAR Thunder 2004
- What I Want, dans Cars
- Long Way to Fall et Indebted, dans Project Gotham Racing 2
- Nothing Frequency, sur NHL 2004
- Friday Mourning, dans Tony Hawk's Pro Skater 4
- What I Want, dans Test Drive: Eve of Destruction
- Missing the Innocence, dans Whirl Tour

#### Vidéo
- The 12th Day, dans NoA: The Two Continents

#### Compilations
- Something for Everyone, piste #8 sur l'Orange County's New Punk
- Mrs Brown, You've Got a Lovely Daughter (reprise d'Herman's Hermits) fut la 1re piste d'Oldies But Goodies, une compilation de reprises
- Raise Your Rifles, dans la bande originale de Daredevil, Daredevil: The Album
- I'm Thinking, avec de nombreux autres groupes de Punk sur Rock Against Bush
- Clockwork, dans le Projekt Revolution
- Long Way To Fall fut présent sur la première compilation Atticus: ...Dragging the Lake
- Nothing Frequency fut inclus sur la 2002 Warped Tour Compilation, et sur la bande originale de Stealing Harvard
- Indebted'', piste #25 sur 2001 Warped Tour Compilation
- Long Way to Fall, sur le sampler de Osiris Shoes Aftermath Tour 2002
- Full House, sur la compilation Serial Killer (le groupe est listé sous son premier nom, Cooter)